# Ilana Davidson
Ilana Davidson é uma soprano de ópera Norte-Americana, com uma carreira internacional ativa. Já cantou em várias gravações, incluindo a participação como solista no álbum de William Bolcom, Canções da Inocência e da Experiência com Leonard Slatkin e com o coro e orquestra da Universidade de Michigan, que ganhou quatro Grammy Awards, incluindo Melhor Álbum de música Clássica em 2006. Ilana é a codiretora artística da série de música de Câmara Classical Café.

## Início da vida e educação
Cresceu na região de Filadélfia, Pensilvânia, onde ela se formou na Universidade Carnegie Mellon, com Bacharelado em Música e Performance Vocal. Frequentou o curso de pós-graduação no Curtis Institute of Music, onde ganhou um M. M. Ópera de Desempenho e de Voz. Apareceu em várias produções de ópera no Curtis, retratando tais funções como o jovem Viktor Ullmann, Der Kaiser von Atlantis, Despina de Wolfgang Amadeus Mozart, Così fan tutte, a Senhora com um Espelho de Mão em Dominick Argento, Postal do Marrocos, e a Atalanta, em Georg Friedrich Händel Serse.
Davidson foi um vocal fellow do Tanglewood Music Center, onde foi aluno de Phyllis Curtin. Ela foi destinatária de um dos Subsídios da Fundação William Matheus Sullivan Música; e também participante da Academia de Música do Aston Magna Start.

## Carreira
Ela cantou Papagena para a sua estreia europeia no Staatsoper de Stuttgart.
Davidson fez sua estreia no Carnegie Hall como solista em William Bolcom as Canções da Inocência e da Experiência, sob a regência do compositor com a Orquestra Sinfônica de Saint Louis. Ilana fez a sua estreia no Jugendstiltheater em Viena, na Die Königen em Krenek e Das Geheime Königreich. Cantou o papel de Gepopo em Ligeti os Mistérios da Macabra em Amsterdã, e também em concerto com o maestro Jonathan Sheffer e sua Orquestra em Nova York a Sociedade para uma Cultura Ética. Ela interpretou o papel do Amor no primeiro reavivamento moderno de Giovanni Legrenzi em La divisione del mondo no Festival de Schwetzingen.
Davidson foi a soprano solista em Johann Sebastian Bach's Es erhub sich ein Streit, BWV 19 com a Orquestra de são Lucas e o New York Barroco Solistas do maestro Maria Greer. mais tarde, ela realizando com ambos os grupos novamente, como soprano solista em Handel Messias e de Bach, "Oratório de Natal".
Davidson foi solista em William Bolcom as Canções da Inocência e da Experiência , sob a regência do compositor com a Universidade de Michigan orquestra e coro; um desempenho gravado pela Naxos Registros. Ela se apresentou em estreia mundial de Libby Larson's Everyman Jack em Sonoma Ópera. Ela interpretou A Esposa na estreia em Nova York de Philip Glass e Robert Moran's A Juniper Tree no Avery Fisher Hall.
Davidson realizada em um concerto de Ernst Krenek's composições do Austríaco Fórum Cultural na Cidade de Nova York. Em 2015, ela cantou a estreia mundial de Juantio Becenti's A Obsidiana Manhã no New York Festival da Canção. Ela também apareceu no Festival de Música de Bardo com a American Symphony Orchestra como Mona, Ginevra no Max von Xelins's opera Mona Lisa.
Davidson fez colaborou bastante com o holandês Ópera Nacional durante sua carreira, incluindo o Amor em Gluck do Orfeo ed Eurídice, Chef der Gepopo em Ligeti do Le Grand Macabra, o primeiro Flowermaiden em Parsifal, o Oscar em Un ballo in maschera, e Susanna em Le Nozze di Figaro. Ela também fez aparições na Florida Grand Opera (Flora, em A volta do Parafuso e Amore em L'incoronazione di Poppea) e o Glimmerglass Ópera.